# Kobra černá
Kobra černá (Naja melanoleuca) je největší z kober rodu Naja původem z Afriky, kde obývá převážně střední a západní část kontinentu. Tento plaz dorůstá obvykle velikosti mezi 140 až 220 cm, někteří jedinci však mohou dorůst délky až 270 cm. Vyskytuje se především na území nížinných lesů a vlhkých savan. Nepatří mezi takzvané plivající kobry. Tento druh se dožívá vysokého věku. Je znám případ kobry černé, jež se v zajetí dožila 35 let a stala se tak nejdéle žijícím jedovatým hadem v zajetí.

## Vzhled
Kobra černá je největší africká kobra a největší z tzv. pravých kober rodu Naja (větší kobra královská pochází z rodu Ophiophagus). Průměrná délka dospělého jedince se pohybuje mezi 1,4 až 2,2 m, někteří jedinci však mohou dorůst až délky kolem 2,7 m, nebo možná až 3,1 m. Hlava je velká, široká, zploštělá s lehkým přechodem ke krku. Tělo je středně silné, v dorso-ventrální ose lehce zploštělé a směrem ke štíhlému, středně dlouhému ocasu se zužuje. Had má dlouhá krční žebra, jež se dokážou roztáhnout do velké klínovité „kápě“, cítí-li se ohrožen. Spodní strana této kápě je bílá až žlutá s černými skvrnkami a okraji. Oči jsou středně velké, s kulatými zornicemi. Hřbetní šupiny jsou hladké, velmi lesklé a jsou silně zkosené. Zbarvení se liší, existují tři hlavní barevné typy. Kobry, které žijí v lesích či při jejich okrajích v oblasti na východ od Sierry Leone až po západní Keňu a na jih po Angolu, jsou leskle černé, partie na spodní straně „kápě“ jsou krémové či bílé se širokými černými příčnými pruhy a skvrnami. Hlava má po stranách výrazné černé a bílé zbarvení připomínající pruhy. Druhý barevný typ ze západoafrické savany má žluté a černé pruhy a černý ocas. Hlava je svrchu hnědožlutá, „kápě“ je žlutá. Třetí barevný typ žijící v pobřežních nížinách východní Afriky až po KwaZulu-Natal, v zambijském vnitrozemí a na jihu Demokratické republiky Kongo je hnědavý či černohnědý v horní a světlejší v dolní části. Břicho má žluté či krémové s množstvím hnědých či černých skvrn. Druhy, jež žijí v jižní části oblasti výskytu, mají černé ocasy. V západní Africe byly popsány melaničtí (celí černí) jedinci.

## Rozšíření
Kobra černá žije převážně v západní a střední Africe. Lze se s ní setkat od Senegalu přes Guineu-Bissau a Guineu, jižní Mali, Sierru Leone, Libérii, Pobřeží slonoviny, Burkinu Faso, Ghanu, Togo, Benin, Nigérii, Rovníkovou Guineu, Kamerun a Gabon v západní Africe přes Republiku Kongo, Středoafrickou republiku, Jižní Súdán, Demokratickou republiku Kongo a severní Angolu ve střední Africe až po západní Keňu, Ugandu, Rwandu, Burundi, Kapverdských ostrovech a v Africe východní. V jižní Africe obývá nesouvislá území včetně jihoafrické provincie KwaZulu-Natal. Podle údajů v Biolibu žije však i v Čadu, Gambii, Malawi, Mosambiku, Nigeru, Senegalu, Somálsku, Tanzanii, Zambie, Zimbabwe a na souostroví Svatý Tomáš a Princův ostrov.

## Prostředí
Kobra černá se dokáže dobře přizpůsobit celé řadě biotopů a její životní prostředí záleží na tom, z které části Afriky had pochází. Jihoafrické kobry žijí převážně v savanách a na zatravněných plochách, mohou se však nacházet i na plochách pokrytých sutí. Lesní kobry ze západní a střední Afriky obývají převážně tropické a subtropické oblasti deštných lesů. V západní Africe obývají též porosty mangrovů. Pruhovaný barevný typ západoafrických lesních kober žije v savanách a na travnatých plochách, obvykle však podél vodních toků, a ve vegetací hustě pokrytých oblastech, jako jsou lužní lesy. Tento vysoce přizpůsobivý had obývá biotopy od nížin až po zalesněné horské oblasti do výšky 2800 m. 

## Ekologie a chování

### Chování

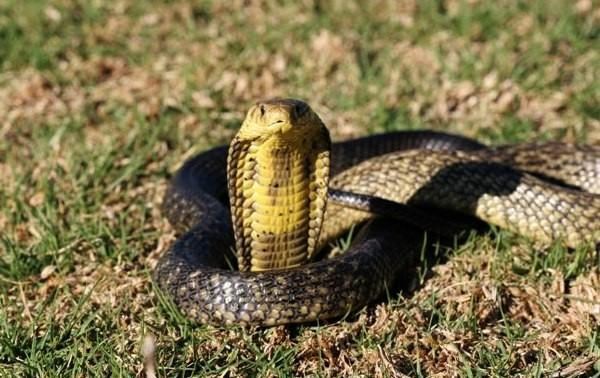
Mladý jedinec kobry černé

Kobra černá je velmi rychlý a hbitý denní tvor. Žije sice na zemi, ale velmi dobře leze po stromech až do výše 10 m a výborně plave. Ze všech pravých kober rodu Naja se nejlépe přizpůsobuje životu ve vodě. V některých oblastech tvoří její hlavní potravu ryby. Ačkoli se jedná o převážně denního živočicha, bývá v neobydlených oblastech aktivní i v noci, kdy se vypravuje do obydlených oblastí. K odpočinku vyhledává úkryt v dírách, v hustém mlází, v rozličných dutinách, ve spleti kořenů stromů, ve skalních štěrbinách a rozsedlinách, případně v opuštěných termitištích. V obydlených oblastech se skrývá v hromadách odpadků nebo v neobývaných budovách. Je-li vyrušena, vztyčí přední část těla do výšky a roztáhne krční partie do dlouhé, široké kápě. Dokáže velice rychle zaútočit, a to i na poměrně velkou vzdálenost. Je-li zahnána do úzkých, vrhá se prudce vpřed ve snaze útočníka uštknout. Někteří autoři považují chov tohoto hada za velice nebezpečný, neboť tyto kobry jsou při manipulaci velmi agresivní. Tento druh kobry nedokáže „plivat“ jed. Mnozí herpetologové považují kobru černou za nejinteligentnějšího hada z afrických korálovcovitých.

### Potrava
Přirozenou potravou kobry černé je celá řada drobných živočichů, včetně obojživelníků (především žáby), ryb, jiných hadů, varanů a ještěrek, hlodavců a jiných malých savců. Nepohrdne ani ptačími vejci. Existují i záznamy o tom, že se její kořistí staly i ryby z podčeledi lezcovitých.

### Rozmnožování
Jedná se o vejcorodý druh. V létě samice obvykle klade 11 až 26 hladkých bílých vajec o velikosti zhruba 30 × 60 mm, která spolu drží pohromadě. Vybírá si pro ně převážně dutiny stromů, termití hnízda či díry v zemi, případně si buduje vlastní hnízdo. Před pářením spolu hadí pár „tančí“, s hlavami asi 30 cm nad zemí a přitom se kolébají. Tento „zásnubní tanec“ může trvat i déle než hodinu, než dojde k vlastnímu páření, kdy samec přitlačí svoji kloaku, což je orgán, do něhož ústí rozmnožovací, vylučovací a trávicí soustava hada, na kloaku samice. 
Než se mláďata vylíhnou, může je samice hlídat. V té době bývá velmi agresivní a nebezpečná. Je schopna zaútočit, aniž byla jakkoli vyprovokována. Může tak být velmi nebezpečná chodcům i zvířatům, pokud se její hnízdo nachází blízko stezky. V přírodě trvá líhnutí při teplotě 27–30 °C obvykle 55 až 70 dní. V zajetí může být tato doba i delší, jedna studie uvádí dobu 80 dní. Mláďata se rodí zcela samostatná a bývají obvykle 27 až 40 cm dlouhá. Pohlavní zralosti dosahují ve věku 2 (samci) až 4 let (samice). Mohou se dožít asi 15 až 30 let, výjimečně i o něco více.

### Predace
Mezi nepřátele kober černých se řadí promyky, mamby černé, draví ptáci, varani a krokodýli.

## Jed
Jed kobry černé je postsynaptický neurotoxin a její uštknutí má za následek vážné poškození nervové soustavy. Jedno kousnutí obsahuje průměrně 571 mg jedu, přičemž maximální množství jedu může činit až 1102 mg. Tato kobra může být velmi nebezpečná právě pro značné množství jedu, jež dokáže při jediném kousnutí vstříknout, a pro agresivitu, s níž se brání. Při velkém množství jedu vstříknutého při uštknutí může smrt nastat již do 30 až 120 minut. Příznaky působení jedu jsou poklesávající víčka, otupělost, ochrnutí končetin, ztráta sluchu a schopnosti mluvit, závrať, porucha koordinace pohybů, šok, hypotenze, horečka, bolesti břicha, bledost a další neurologické a dýchací potíže.
Statisticky připadá na kobru černou nejmenší počet případů uštknutí člověka kobrou v Africe, což je dáno zejména jejím způsobem života převážně mimo civilizaci. Klinické zkušenosti s tímto hadím druhem jsou velmi ojedinělé, neboť bylo věrohodně zdokumentováno jen několik málo případů uštknutí. Existují sice záznamy o selhání dýchací soustavy následkem vysoké neurotoxicity jedu této kobry, avšak většina obětí může její uštknutí přežít, pokud je včas podán patřičný protijed. Byly též zaznamenány ojedinělé případy spontánního uzdravení po uštknutí, aniž došlo k podání patřičného protijedu, nicméně odmítat podání hadího séra znamená vystavovat se nebezpečí téměř jisté smrti.
Je-li had zahnán do úzkých nebo je-li rozrušen, dokáže vyrazit do prudkého protiútoku. A vzhledem k množství jedu vstříknutého při kousnutí, může mít takový útok rychlé a smrtelné následky. Není sice přesně známo, jak vysoká je úmrtnost neléčeného uštknutí, nicméně předpokládá se, že je značná.